# Bosque de Uverito
El bosque de Uverito, también conocido como las plantaciones de Uverito, es un paño forestal artificial que abarca los estados Anzoátegui y Monagas en Venezuela. Dichas plantaciones colaboraron con un cambio climático que permitió salvar a la mesa de Guanipa de convertirse en un gran desierto. En la actualidad el Bosque de Uverito cuenta con más de treinta empresas que procesan madera de pino caribe para usos industriales y comerciales.
Fue el paño forestal más grande del mundo plantado por el hombre con alrededor de 600 000 hectáreas (6000 km²) en plantaciones de pino caribe. Sin embargo a finales de diciembre de 2019, de las 600 000 hectáreas, solo quedaban 110 000 productivas. La mayoría de ellas fueron quemadas o fueron taladas. Para 2020 se empezó un proceso de reforestación que para 2021 solo había alcanzado 2500 hectáreas.

## Historia

### Antecedentes
José Joaquín Cabrera Malo, ingeniero forestal y agrónomo venezolano, de joven, conoció la mesa de Guanipa, ubicada en San José de Guanipa, la cual es una formación geológica en el oriente de Venezuela, a la altura de los llanos orientales, al sur del estado Anzoategui.
En ese entonces, la erosión producto de las fuerzas de los vientos causaba un severo daño a la poca capa vegetal que ahí se encontraba, solo la resistencia de los árboles pequeños mantenían cierto verdor. Años después, cuando de nuevo explora la meseta la encuentra, en el franco camino de convertirse en un gran desierto en medio de los llanos orientales.
Cabrera Malo, busca apoyo y luego de muchas diligencias consigue financiamiento para que le permitan forestar la meseta con una variedad de pinos caribe, que era el árbol que más se adaptaba a las inhóspitas condiciones climáticas de la zona.

### Proceso de forestación
Este bosque es un proyecto que fue iniciado en el año 1966 por el ingeniero forestal y agrónomo José Joaquín Cabrera Malo en conjunto con la Corporación Venezolana de Guayana y el Ministerio de Agricultura y Cría, los cuales introdujeron plantaciones de Pinus caribaea var. hondurensis en las sabanas de Uverito con fines industriales.
El programa de plantaciones de Uverito se inició con un vivero y fue financiado por el Estado venezolano, el cual invirtió para realizarlo 275 millones de dólares durante treinta años. PROFARCA (Productos Forestales de Oriente CA. creada el 16 de diciembre de 1987 según consejo de ministros), que es la empresa que maneja el bosque, fue constituida el 26 de febrero de 1988 para promover el desarrollo de la industria forestal y de la madera en el oriente del país. Maneja una superficie plantada de pino Caribe de más de 600 mil hectáreas, concentradas en un lote boscoso ubicado al sur de los estados Anzoátegui y Monagas, que sigue siendo hoy en día el bosque creado más grande del mundo.
Durante el gobierno de Hugo Chávez, se transformó a Proforca protocolizado  sus modificaciones en el registro Mercantil del estado Bolívar (inscrita bajo el N° 20 tomo 15-A pro) en Maderas del Orinoco CA. el 6 de marzo de 2012 según decreto 8824. En el año 2012 el gobierno proporcionó $ 220 millones para reforestación y ampliación de viveros, con el fin competir en el mercado internacional maderero con grandes empresas de Brasil y Chile dedicadas a la misma tarea. En 2013, Chávez aprobó US$ 323 millones para la formulación del "Plan Nacional Integral de la Madera del Orinoco 2013-2030". El objetivo era ampliar el proyecto de plantación forestal para cubrir 2 millones de hectáreas, lo que convertiría a Venezuela en uno de los principales países de América del Sur con una gran cantidad de bosques. Sin embargo el objetivo no se cumplió.

### Deforestación y destrucción del área
Hasta 2018, los pinos en el bosque de Uverito representaban 600.000 hectáreas, pero la situación se volvió más inestable en 2019, cuando se incendiaron unas 200.000 hectáreas de plantaciones de pinos, incluidos 20 000 pinos con más de 20 años de haber sido sembrados.

“Mayormente los incendios se producen cuando estamos en período crítico (verano). No se pueden controlar, sofocar o apagar por la falta de equipos para combatir incendios forestales, incluso no hay uniformes para los bomberos. En un período crítico puede haber incendios a diario”
William López, secretario de prensa y propaganda del Sindicato de Trabajadores de la Empresa Forestal (Simtraemfor).

A partir de febrero de 2019, se creó la empresa mixta Mavetur (Maderas de Venezuela y Turquía) de conformidad con el Decreto N.° 3667 y en la Gaceta Oficial N.° 41588. El acuerdo estableció que Maderas del Orinoco CA. (creada en marzo de 2012), representado por Tarek El Aissami poseería el 51% de las acciones, y la empresa turca Glenmore Proje Insaat (creada en 2015 y tenía un contrato desde 2018) representado por el colombiano Mario Germán García Palacios tendría el 49% de las acciones, en la que Patrizia Fiore (Tía de Camila Fabri) figura como “presidenta del comité directivo”, según el contrato. Igualmente se determinó que Mavetur era responsable de la reforestación de una determinada proporción del bosque; ya que, durante el período 2018-19 no se plantaron árboles. Por el contrario, algunos empleados de Maderas del Orinoco señalaron a Mavetur solo se dedicó por deforestar para exportar madera. Mavetur es controlado desde 2019 por operadores de Alex Saab Morán y de su socio, Álvaro Pulido Vargas.
En 2019, los constantes incendios destruyeron más de 200.000 hectáreas y otras fueron deforestadas. Para diciembre de ese año, solo quedaban 110.000 hectáreas.
En 2021 Mavetur informó que plantó cerca de 12 millones de plantas de pino Caribe en 2500 hectáreas durante los años 2020 y 2021. La empresa Maderas del Orinoco (hoy Mavetur: Maderas Venezuela-Turquía) , presenta pérdidas de 8 000 hectáreas de pino caribe en Uverito debido a la incompetencia de la compañía para controlar los múltiples incendios forestales consecuencia de la sequía denunciaron sus trabajadores, Mavetur decide despedir a los guardabosques, hombres entrenados por años con amplia experiencia para el combate de incendios forestales.
En 2023 trabajadores denunciaron en el campamento Los Hachos, en Anzoátegui, desactivaron 10 bomberos de 12 que quedaban trabajando para Mavetur. Trabajadores informaron un fuerte incendio que se originó el jueves 23 de marzo y ha consumido 30 mil hectáreas. William López, sindicalista en la antigua Maderas del Orinoco, asegura que los incendios se deben a la “negligencia de Mavetur”. El trabajador maderero precisó que los pinos que aún son aprovechables están cerca del pueblo de Uverito. 
“En cuatro años, la empresa sólo ha plantado 19.600 hectáreas de pinos”, aseveró López. La meta anual debía ser entre 25.000 y 30.000 hectáreas.
En marzo de 2024 se generó un incendio por lo cual renuncia Presidente de Maderas del Orinoco por gigantesco incendio que ha afectado una extensión de 60 kilómetros y desde ayer se calculan en 25.000 hectáreas consumidas por un solo foco y hay 5 más. 